# 中烏拉爾山脈
中烏拉爾山脈是俄羅斯的山脈，位於彼爾姆邊疆區和斯維爾德洛夫斯克州，長400公里、寬25至90公里，平均海拔高度250至500米，最高點海拔高度1,119米。